# Lessertia affinis
Lessertia affinis är en ärtväxtart som beskrevs av Burtt Davy. Lessertia affinis ingår i släktet Lessertia och familjen ärtväxter. Inga underarter finns listade i Catalogue of Life.